# Ivan Bogdan
Ivan Gavrilovič Bogdan (in russo Иван Гаврилович Богдан? in ucraino Іван Гаврилович Богдан?, Ivan Havrylovyč Bohdan; 29 febbraio 1928 – 25 dicembre 2020) è stato un lottatore sovietico, dal 1991 ucraino, specializzato nella lotta greco-romana.

## Palmarès

### Olimpiadi
- 1 medaglia:
  - 1 oro (Roma 1960 nei pesi massimi)